# Девадата
Девадата (Devadatta) је био Будин брат од ујака, а монах је постао када је једном приликом Буда посетио своју домовину. Марљиво је вежбао медитацију и успео да овлада разним ступњевима задубљења ума, који као свој споредни резултат имају и стицање психичких моћи. Међутим, постао је опседнут тим моћима и плановима да их искористи и преузме контролу над монашком заједницом. Када је Буда остарио, сматрао је да је дошао његов тренутак и почео је да га наговара да се повуче, а да њега именује за свог наследника. Буда је знао колико је Девадатин ум опијен жељом за влашћу, те је одбио да то учини. Ово је од Девадате начинило његовог смртног непријатеља, који је планирао да формира своју групу следбеника уз помоћ принца Ађатасатја, и да тако унесе раскол у санги, монашкој заједници.